# Melbourne Girls Grammar

Melbourne Girls Grammar (également connue sous le nom Melbourne Church of England Girls Grammar School — ou MCEGGS — puis Melbourne Girls Grammar School — ou MGGS,) est une école pour filles privée anglicane située à South Yarra, un quartier du centre-ville de Melbourne (État de Victoria, Australie).
Fondée en 1893 par Emily Hensley et Alice Taylor, l'école a une politique d'inscription non sélective et accueille 950 élèves de la maternelle à la terminale, dont 90 pensionnaires (en 2006).
Melbourne Girls Grammar est affiliée à l'Association of Heads of Independent Schools of Australia (AHISA), à la Junior School Heads Association of Australia (JSHAA), à l'Alliance of Girls 'Schools Australasia (AGSA). l'Association des écoles indépendantes de Victoria (AISV), l'Australian Boarding Schools Association (ABSA) et est membre fondateur de Girls Sport Victoria (GSV).

## Élèves notables
Dans l'éducation
- Margaret Blackwood, botaniste
- Margaret Kiddle (en), historienne
- Jean Laby, physicienne
- Sally Walker (en), avocat et vice-président de l'université Deakin
- Jill Garner (en), architecte

Philanthropie
- Vera Deakin White (en), travailleur humanitaire Croix-Rouge australienne
- Jim Buntine (en), dirigeant chez les Guides

Arts et spectacles
- Clarice Beckett, peintre
- Beryl Bryant (en), actrice de théâtre
- Kate Alexa, chanteuse pop
- Caroline Craig (en), actrice de théâtre
- Portia de Rossi, actrice de cinéma
- Helen Gifford (en), compositrice
- Stephanie McIntosh (en), actrice et chanteuse
- Hilda Rix Nicholas, peintre
- Ethel Spowers, graveuse
- Yumi Stynes (en), présentatrice de télévision et radio
- Eveline Winifred Syme (en), peintre et graveuse
- Caroline Wilson (en), journaliste sportive
- Fay Zwicky (en), poète et écrivaine

Sciences
- Mary Ellinor Lucy Archer (en), scientifique
- Lucy Bryce, hématologiste
- Nancy Millis (en), microbiologiste

Sports
- Nancy Millis (en), joueuse de football australien

## Professeurs notables
- Eddie Ayres (1967-), animateur de radio australo-britannique et professeur de musique.